# Pecka (Osečina)
Pour les articles homonymes, voir Pecka.
Pecka (en serbe cyrillique : Пецка) est un village de Serbie situé dans la municipalité d’Osečina, district de Kolubara. Au recensement de 2011, il comptait 449 habitants.

## Démographie
| 1948 | 1953 | 1961 | 1971 | 1981 | 1991 | 2002 | 2011 |
| ---- | ---- | ---- | ---- | ---- | ---- | ---- | ---- |
| 214  | 216  | 276  | 285  | 429  | 469  | 501  | 449  |

|  |